# 妙興寺 (地名)
妙興寺（みょうこうじ）は、愛知県一宮市の地名。現行行政地名は大和町妙興寺および妙興寺一丁目から二丁目。

## 地理

### 字一覧
- 油田 （アブラデン）[WEB 6]
- 伊勢田 （イセダ）[WEB 6]
- 於保越 （オホノゴシ）[WEB 6]
- 北浦宮地 （キタウラミヤジ）[WEB 6]
- 狐畑 （キツネバタ）[WEB 6]
- 儀郎 （ギロウ）[WEB 6]
- 耕雲西 （コウウンニシ）[WEB 6]
- 権現浦 （ゴンゲンウラ）[WEB 6]
- 才田 （サイデン）[WEB 6]
- 下り松 （サガリマツ）[WEB 6]
- 三十八社 （サンジユウハツシヤ）[WEB 6]
- 三十八社前 （サンジユウハツシヤマエ）[WEB 6]
- 山王浦 （サンノウウラ）[WEB 6]
- 地蔵恵 （ジゾウエ）[WEB 6]
- 十王堂 （ジユウオウドウ）[WEB 6]
- 千間堂 （センゲンドウ）[WEB 6]
- 高畑 （タカバタ）[WEB 6]
- 丹波 （タンバ）[WEB 6]
- 塚坪 （ツカツボ）[WEB 6]
- 天神 （テンジン）[WEB 6]
- 出町前 （デマチマエ）[WEB 6]
- 徳法寺浦 （トクホウジウラ）[WEB 6]
- 中之町 （ナカノチヨウ）[WEB 6]
- 西之口 （ニシノクチ）[WEB 6]
- 二反割 （ニタンワリ）[WEB 6]
- 白山西 （ハクサンニシ）[WEB 6]
- 階子田 （ハシゴダ）[WEB 6]
- 八町 （ハツチヨウ）[WEB 6]
- 東市場 （ヒガシイチバ）[WEB 6]
- 仏供田 （ブクデン）[WEB 6]
- 文右エ門東 （ブンエモンヒガシ）[WEB 6]
- 平蔵 （ヘイゾウ）[WEB 6]
- 坊ケ池 （ボウガイケ）[WEB 6]
- 妙興寺境内 （ミヨウコウジケイダイ）[WEB 6]
- 柳坪 （ヤナギツボ）[WEB 6]
- 横道 （ヨコミチ）[WEB 6]

### 交通
- 名鉄名古屋本線妙興寺駅
- 東海道本線
- 名神高速道路
- 鮎鮓街道
- 愛知県道513号一宮西中野線
- 愛知県道65号一宮蟹江線

### 施設
- 妙興寺
- 名鉄観光バス一宮営業所
- 日吉神社
- 来薫院
- 耕雲院
- 一宮市博物館
- 観音寺
- 徳法寺
- 大雄寺
- 妙興寺公民館
- 大和東幼稚園
- ピアゴパワー妙興寺店

## 歴史

### 地名の由来
同地に所在する妙興寺に由来する。

### 沿革
- 1889年（明治22年） - 妙興寺村および氏永村が合併し、中島郡妙興寺村が成立[2]。旧妙興寺村域はそのまま同村大字妙興寺となる[2]。
- 1906年（明治39年） - 合併に伴い、苅安賀村大字妙興寺となる[2]。
- 1908年（明治41年） - 合併に伴い、大和村大字妙興寺となる[2]。
- 1951年（昭和26年） - 町制施行に伴い、大和町大字妙興寺となる[2]。
- 1955年（昭和30年） - 合併に伴い、一宮市大和町妙興寺となる[2]。
- 1977年（昭和52年） - 一宮市大和町妙興寺の一部が稲沢市大和町妙興寺となる[2]。
- 1979年（昭和54年） - 一宮市大和町妙興寺および大和町宮地花池の各一部により、同市妙興寺一丁目および妙興寺二丁目、花池・宮地が成立[2]。また、稲沢市大和町妙興寺が子生和池田町となる[2]。

### 人口の変遷
国勢調査による人口および世帯数の推移。

#### 妙興寺
| 1995年（平成7年）  | 117世帯 265人 |  |
| 2000年（平成12年） | 111世帯 261人 |  |
| 2005年（平成17年） | 125世帯 287人 |  |
| 2010年（平成22年） | 156世帯 333人 |  |
| 2015年（平成27年） | 152世帯 328人 |  |
| 2020年（令和2年）  | 176世帯 331人 |  |

#### 大和町妙興寺
| 2000年（平成12年） | 1734世帯 4614人 |  |
| 2005年（平成17年） | 1896世帯 4779人 |  |
| 2010年（平成22年） | 2199世帯 5473人 |  |
| 2015年（平成27年） | 2490世帯 5922人 |  |
| 2020年（令和2年）  | 2797世帯 6320人 |  |

### WEB
1. 1 2  “愛知県一宮市の町丁・字一覧”.   人口統計ラボ. 2024年4月20日閲覧。
2. 1 2 3 4  総務省統計局 (2022年2月10日). “令和2年国勢調査の調査結果(e-Stat) - 男女別人口，外国人人口及び世帯数－町丁・字等” (CSV). 2023年8月2日閲覧。
3. 1 2  “読み仮名データの促音・拗音を小書きで表記するもの(zip形式) 愛知県” (zip).   日本郵便 (2024年2月29日). 2024年3月26日閲覧。
4. 1 2  “市外局番の一覧” (PDF).   総務省 (2022年3月1日). 2022年3月22日閲覧。
5. 1 2  “ナンバープレートについて”.   一般社団法人愛知県自動車会議所. 2024年1月21日閲覧。
6. 1 2 3 4 5 6 7 8 9 10 11 12 13 14 15 16 17 18 19 20 21 22 23 24 25 26 27 28 29 30 31 32 33 34 35 36  “愛知県一宮市大和町妙興寺の住所一覧”.   ゼンリン. 2024年4月21日閲覧。
7. ↑  総務省統計局 (2014年3月28日). “平成7年国勢調査の調査結果(e-Stat) - 男女別人口及び世帯数 －町丁・字等” (CSV). 2021年7月20日閲覧。
8. 1 2  総務省統計局 (2014年5月30日). “平成12年国勢調査の調査結果(e-Stat) - 男女別人口及び世帯数 －町丁・字等” (CSV). 2021年7月20日閲覧。
9. 1 2  総務省統計局 (2014年6月27日). “平成17年国勢調査の調査結果(e-Stat) - 男女別人口及び世帯数 －町丁・字等” (CSV). 2021年7月21日閲覧。
10. 1 2  総務省統計局 (2012年1月20日). “平成22年国勢調査の調査結果(e-Stat) - 男女別人口及び世帯数 －町丁・字等” (CSV). 2021年7月21日閲覧。
11. 1 2  総務省統計局 (2017年1月27日). “平成27年国勢調査の調査結果(e-Stat) - 男女別人口及び世帯数 －町丁・字等” (CSV). 2021年7月21日閲覧。

### 書籍
1. ↑  「角川日本地名大辞典」編纂委員会 1989, p. 1308.
2. 1 2 3 4 5 6 7 8 9  「角川日本地名大辞典」編纂委員会 1989, p. 1309.